# George Russell (pilota automobilistico)
George William Russell (King's Lynn, 15 febbraio 1998) è un pilota automobilistico britannico, attivo in Formula 1 con la Mercedes.
Campione della GP3 Series 2017 e della Formula 2 2018, ha corso in Formula 1 con la Williams dal 2019 al 2021, mentre dal 2022 gareggia per la Mercedes AMG F1.

## Biografia
Terzogenito di Alison e Steve Russell, George è cresciuto a Wisbech, nel Cambridgeshire e ha studiato alla Wisbech Grammar School, prima di trasferirsi a Milton Keynes all'età di 18 anni per essere più vicino alle sue squadre da corsa. Dal 2022 vive a Monaco.

## Carriera

### Kart
Nato a King's Lynn, Russell inizia la sua carriera sui kart nel 2006 all'età di otto anni. Nel 2012 vince il campionato europeo CIK-FIA nella classe KF3 e continua a correre nei kart fino al 2013.

### Formula Renault
Russell debutta nelle monoposto nel 2014, nel campionato Formula Renault 2.0 Alps. Ottiene 1 podio e il quarto posto in campionato.

### Formula 4
Nella stessa stagione 2014 Russell fa il suo debutto nella Formula 4 britannica con il team campione uscente Lanan Racing, vincendo il campionato con 5 vittorie complessive in stagione. Come premio per la vittoria del campionato ottiene un test con una vettura di GP3.

### Formula 3 Europea
Nel 2015 fa il suo debutto nella F3 europea disputando l'intera stagione con la scuderia Carlin Motorsport. Si mette subito in bella mostra ottenendo la sua prima vittoria nella gara 2 dell'appuntamento iniziale della stagione a Silverstone e conclude al 6º posto in campionato.
Nella stagione 2016, continua nella Formula 3 Europea passando al team Hitech Racing. Ottiene 2 vittorie e 10 podi in totale, terminando il campionato al 3º posto. Nella stessa stagione partecipa al Gran Premio di Macao ottenendo il 7º posto.

### GP3 Series

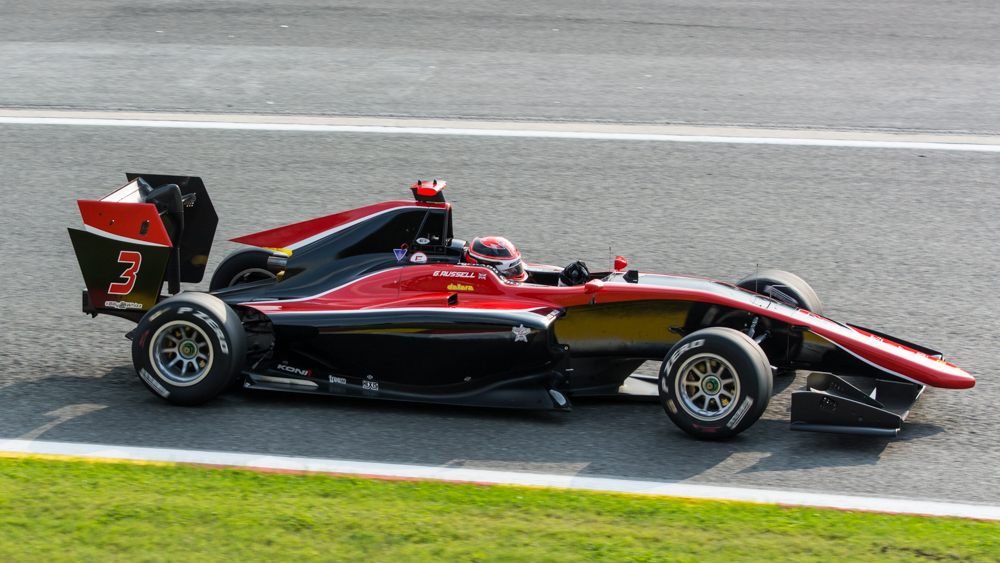
Russell in GP3 al round di Spa-Francorchamps nel 2017.

Il 19 gennaio 2017 viene annunciato che Russell prenderà parte alla stagione 2017 della GP3 con la ART Grand Prix. Sul circuito di Spielberg Russell conquista la sua prima pole e poi la sua prima vittoria. Con altre 3 vittorie (una sul circuito di Monza) e una grande costanza nella prestazioni si assicura il titolo di GP3 prima della fine della stagione, con una gara di anticipo.

### Formula 2

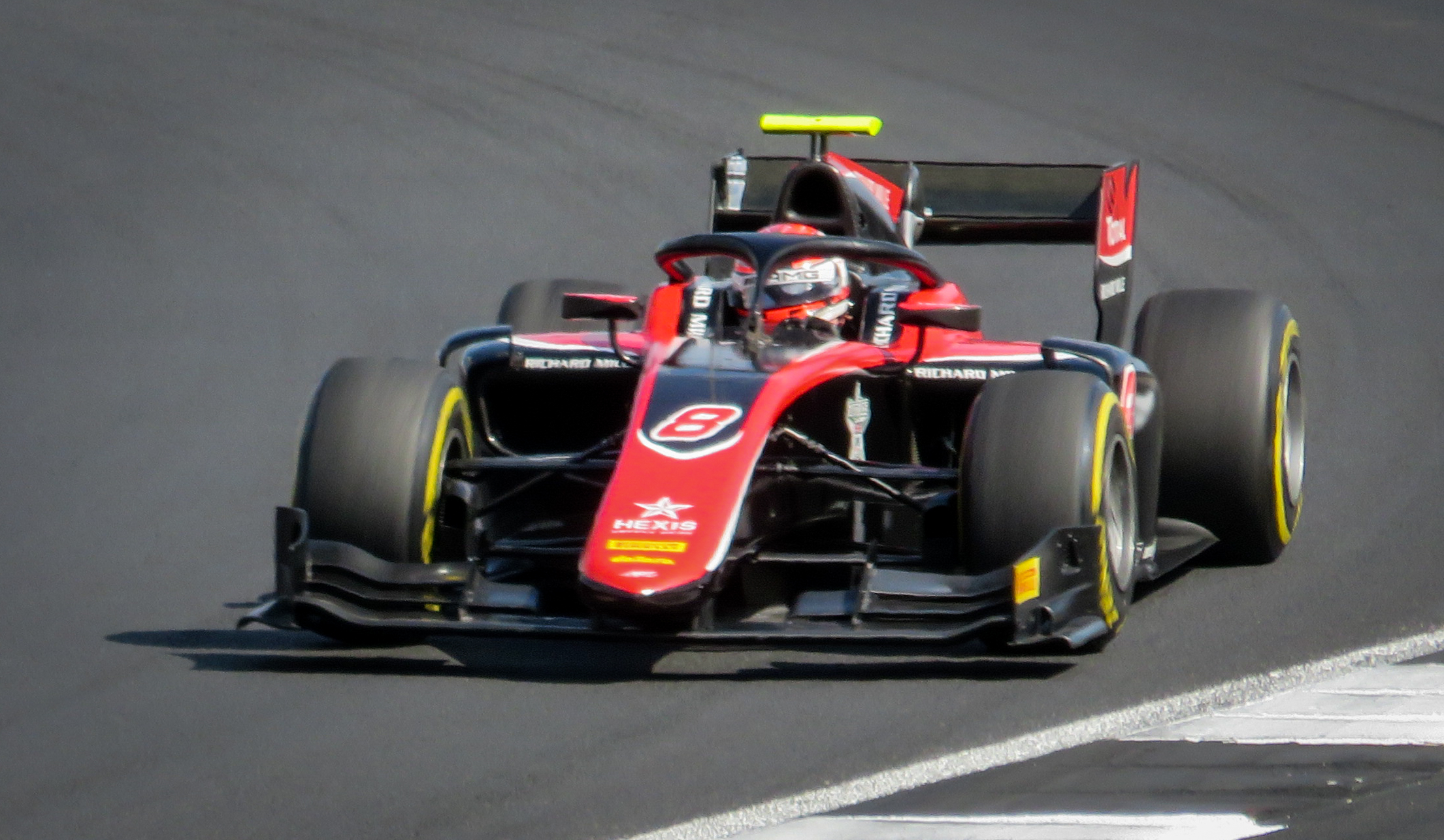
Russell in Formula 2 nel 2018.

Per la stagione 2018 Russell viene confermato dal team ART che gli permette di salire di categoria facendolo debuttare in Formula 2. Alla sua quarta gara, la gara sprint di Baku, centra la prima vittoria nella categoria. Nel corso dell'anno ottiene altre sei vittorie e cinque pole, laureandosi campione della categoria con 66 punti di vantaggio sul primo inseguitore, il connazionale Lando Norris.

### Formula 1
Nel 2014 vince il premio Autosport BRDC Award sponsorizzato della Mclaren. Russell entra a far parte del programma giovani della Mercedes nel gennaio 2017, e fa il suo debutto in una monoposto di Formula 1 il 1º agosto nei test di Budapest della stagione 2017 con la W08, disputando entrambi i giorni di test. Partecipa inoltre alle prove libere degli ultimi due gran premi del 2017 con la Force India. Viene confermato anche per il 2018 come collaudatore Mercedes.

#### Williams (2019-2021)

##### 2019

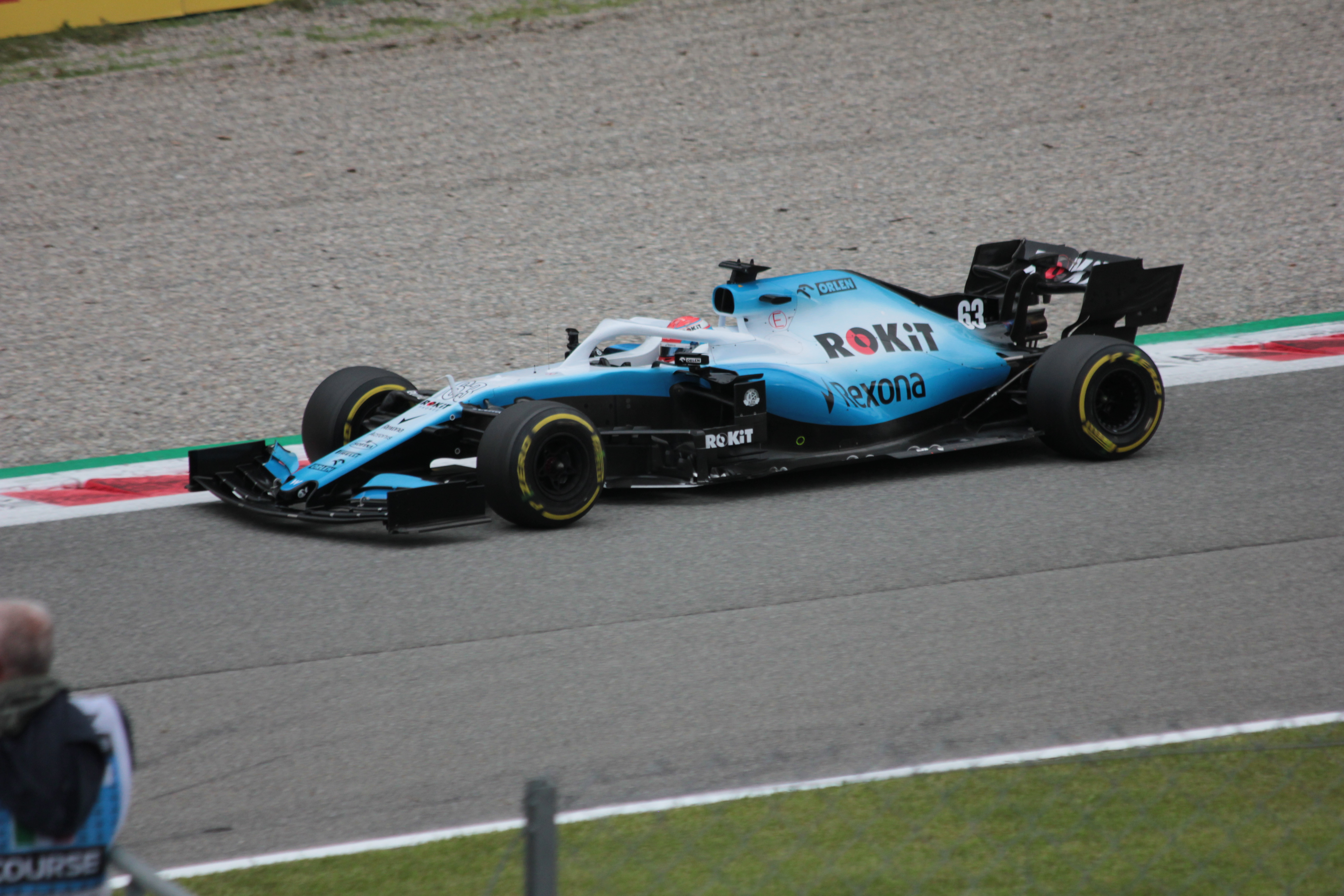
Russell alla guida della sua Williams durante le prove libere del Gran Premio d'Italia 2019.

Il 12 ottobre 2018 viene annunciato il suo ingaggio da parte della Williams, con un contratto pluriennale a partire dal 2019.
La stagione è fortemente condizionata dalla scarsa competitività della monoposto, che relega Russell e il compagno di squadra Robert Kubica stabilmente nelle ultime due posizioni. Russell vince nettamente il confronto in qualifica con il compagno di squadra, battendolo in tutte e 21 le gare disputate in stagione, ma a differenza del pilota polacco non riesce a far segnare punti, chiudendo il campionato all'ultimo posto in classifica.

##### 2020

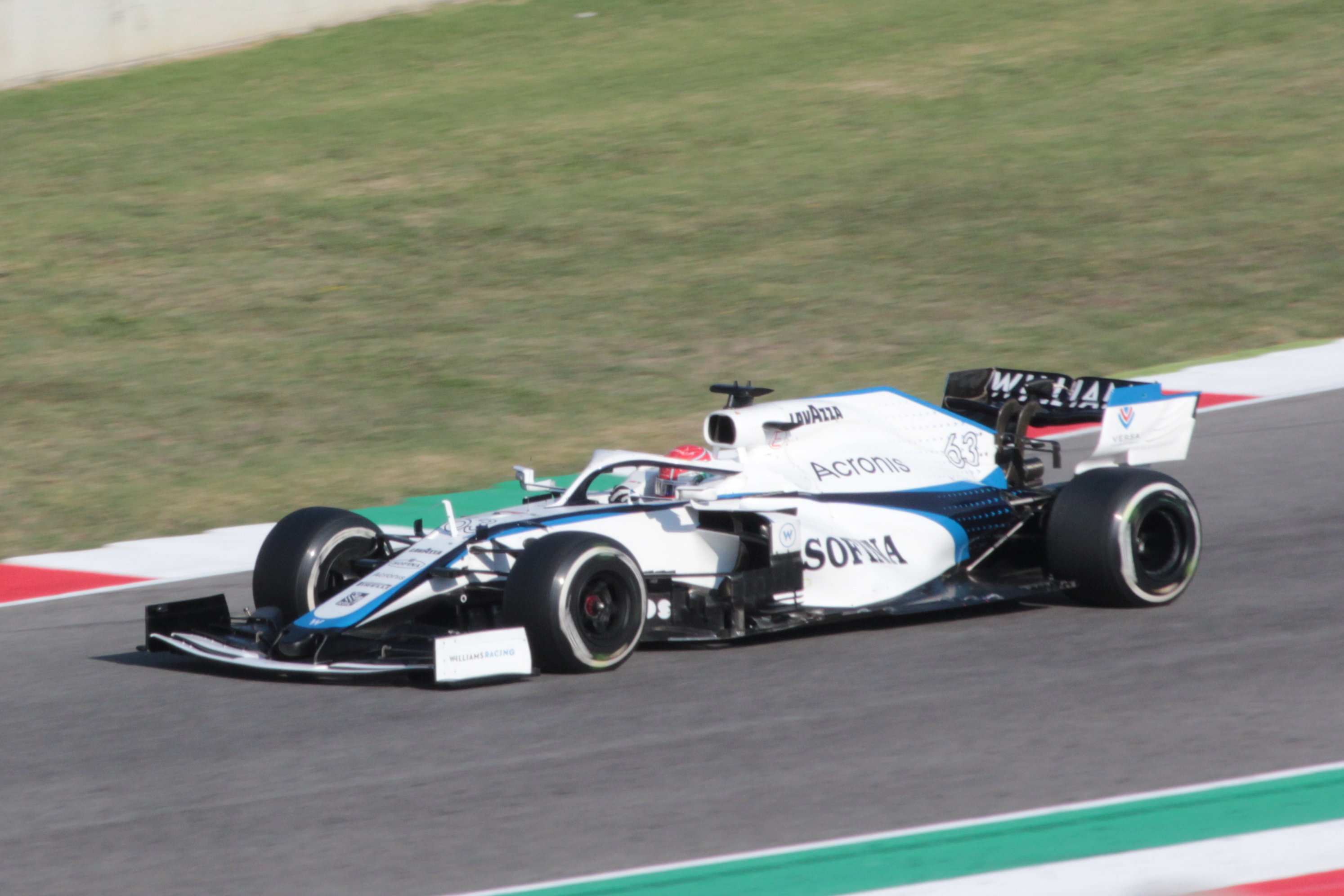
Russell alla guida della sua Williams FW43 durante il Gran Premio della Toscana 2020.

Nel 2020 la Williams schiera una monoposto più competitiva, che permette a Russell di gareggiare con il resto del gruppo. Russell continua a mettersi in evidenza in qualifica, riuscendo a superare la prima fase di eliminazione in 7 delle prime 12 gare e risultando sempre più veloce del compagno di squadra Nicholas Latifi. In gara il pilota inglese non riesce però a conquistare risultati utili; il miglior risultato stagionale arriva nel Gran Premio della Toscana, concluso in undicesima posizione dopo aver occupato a lungo un posto in zona punti. Nel Gran Premio dell'Emilia-Romagna Russell si ritira per un incidente dietro alla safety car, mentre occupava la decima posizione.
In seguito alla positività al SARS-CoV-2 del campione del mondo in carica Lewis Hamilton, viene chiamato dalla Mercedes a sostituire il connazionale britannico al GP di Sakhir, lasciando la sua Williams nelle mani di Jack Aitken. Qualificatosi in seconda posizione con 26 millesimi di distacco dalla pole position conquistata dal compagno Valtteri Bottas, Russell conduce la prima parte di gara, scivolando poi nelle retrovie per un problema durante il cambio gomme e una foratura. Rimonta fino alla nona posizione, conquistando i primi punti in carriera e facendo segnare il giro più veloce. Nel Gran Premio di Abu Dhabi Hamilton riprende il suo posto e Russell torna a competere con la Williams, chiudendo la gara fuori dalla zona punti. Russell conclude la sua seconda stagione in F1 al diciottesimo posto in classifica assoluta, con 3 punti.

##### 2021

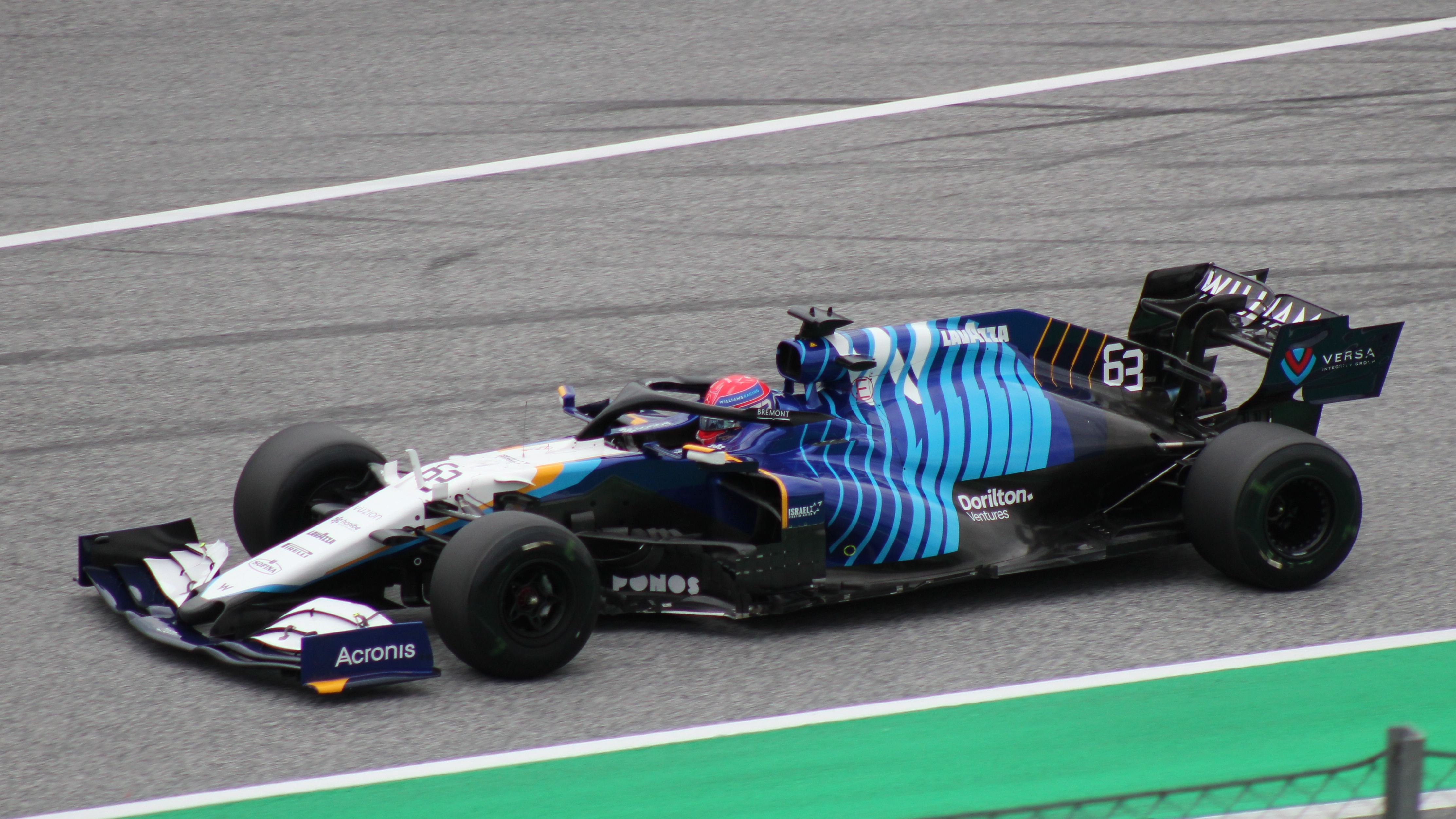
Russell durante il Gran Premio d'Austria 2021.

Russell viene confermato alla Williams anche per il 2021, sempre al fianco di Nicholas Latifi. Nella prima parte di stagione la Williams dimostra una maggiore competitività rispetto al 2020 e Russell va più volte vicino a conquistare i suoi primi punti per la squadra britannica, senza però riuscire a concretizzare queste occasioni. Nel Gran Premio dell'Emilia-Romagna Russell è coinvolto in un violento incidente con Valtteri Bottas, al quale stava contenendo la nona posizione, mentre nel successivo Gran Premio del Portogallo ottiene l'undicesimo posto in qualifica, suo miglior risultato con la Williams fino a quel momento, ma in gara la monoposto britannica risulta poco competitiva e Russell chiude solo sedicesimo. Qualificatosi nuovamente undicesimo nel Gran Premio di Stiria, in gara Russell risale fino all'ottava posizione, prima di ritirarsi per un problema tecnico. Nelle qualifiche del Gran Premio d'Austria Russell riporta la Williams nel gruppo dei primi dieci in qualifica dopo quasi tre stagioni di assenza, ma in gara non riesce a rimanere in zona punti, chiudendo undicesimo dopo essere stato superato da Fernando Alonso negli ultimi giri.
Dopo un altro arrivo fuori dai punti nel Gran Premio di Gran Bretagna, nella rocambolesca gara di Budapest Russell giunge ottavo, marcando il primo piazzamento utile in Williams. Nelle qualifiche del successivo Gran Premio del Belgio, svolte sotto la pioggia, Russell si mette in evidenza, facendo segnare il secondo tempo dietro a Max Verstappen e ottenendo una prima fila che mancava alla Williams dal secondo posto di Lance Stroll al Gran Premio d'Italia 2017; il giorno seguente la gara termina dopo soli due giri dietro alla Safety Car causa le condizioni della pista e Russell viene quindi classificato secondo, ottenendo il suo primo podio in Formula 1.
Nella settimana successiva al Gran Premio d'Olanda, la Mercedes annuncia ufficialmente l'ingaggio di Russell per il 2022, come compagno di squadra di Lewis Hamilton. Nelle gare seguenti Russell ottiene altri piazzamenti utili, concludendo nono a Monza e decimo in Russia, dopo aver ottenuto il terzo tempo in qualifica. In seguito la competitività della Williams diminuisce e Russell, pur venendo sempre classificato, non coglie altri risultati utili. Chiude al quindicesimo posto in classifica con 16 punti conquistati.

#### Mercedes (2022-)

##### 2022

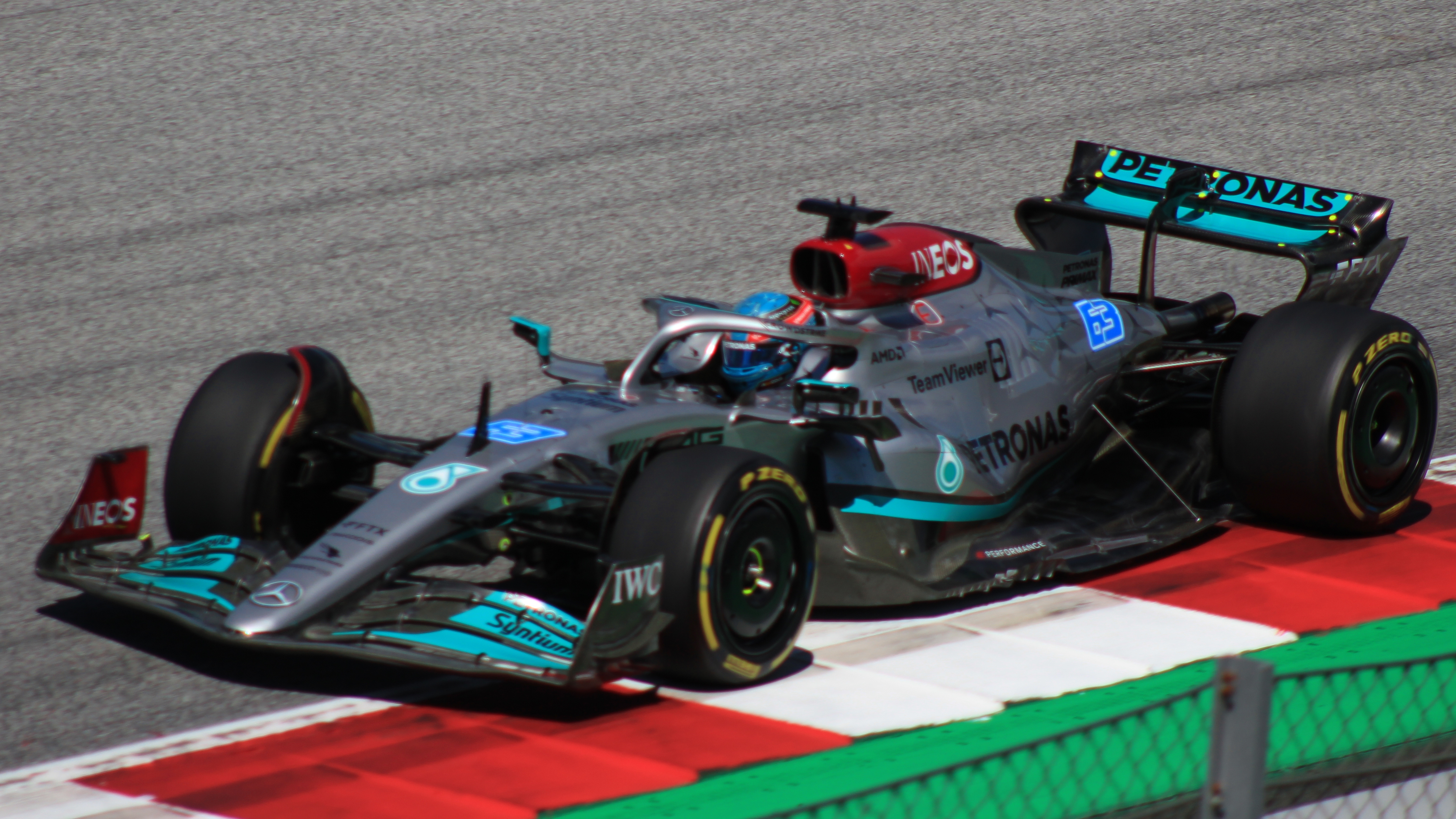
Russell in Mercedes nel 2022.

Passato in Mercedes, Russell inizia la stagione 2022 con un quarto posto in Bahrein, seguito da un quinto posto in Arabia Saudita. Nella gara seguente, in Australia, Russell ottiene il primo podio con il team tedesco, arrivando terzo al traguardo. La striscia di risultati utili continua anche nelle sei gare successive, che Russell chiude sempre tra i primi cinque, cogliendo anche due podi a Barcellona e Baku sempre sul terzo gradino del podio. Dopo un ritiro a seguito di un incidente con Zhou Guanyu, e un quarto posto, torna sul terzo gradino del podio dietro al compagno Lewis Hamilton in Francia. In occasione del Gran Premio d'Ungheria conquista la sua prima pole position in carriera, mentre in gara chiude terzo. Dopo un altro quarto posto in Belgio, Russell conquista il suo secondo miglior risultato stagionale nel Gran Premio d'Olanda, chiudendo al secondo posto alle spalle di Max Verstappen. Russell ottiene un altro podio in Italia, mentre a Singapore conclude per la prima volta in stagione una gara fuori dai primi 5, arrivando 14º ma facendo segnare il giro più veloce. A San Paolo vince per la prima volta una Sprint Race partendo dalla terza posizione, e il giorno seguente vince il suo primo Gran Premio in carriera, l'unico vinto dalla Mercedes in stagione. Chiude la stagione al quarto posto in classifica piloti con 275 punti, 35 in più del compagno di squadra Lewis Hamilton.

##### 2023

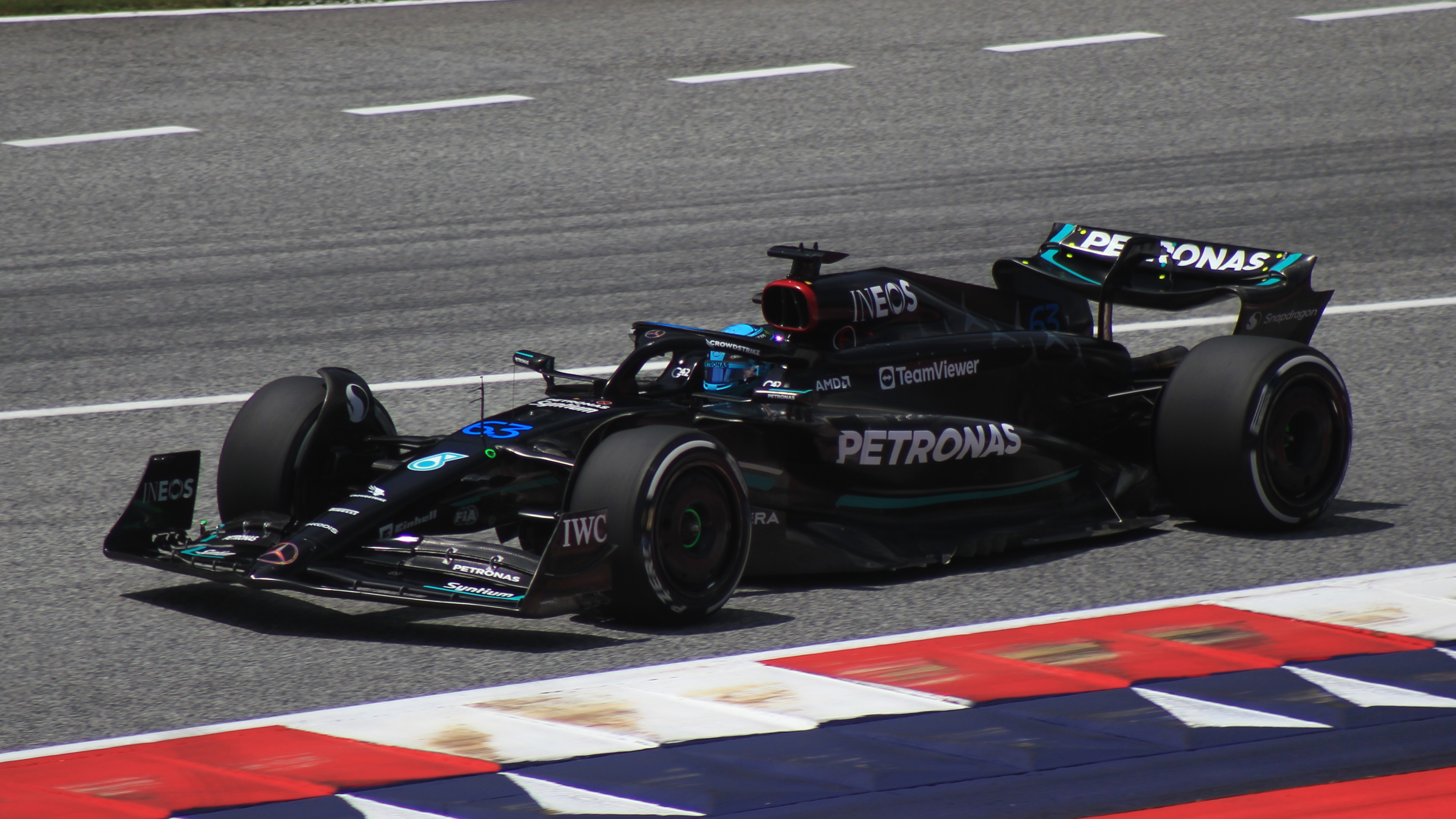
Russell nel corso del Gran Premio d'Austria 2023.

Confermato insieme a Lewis Hamilton, la stagione 2023 si rivela meno positiva della precedente per Russell. Gli arrivi a punti sono costanti, così come i piazzamenti utili in tutte le sei Sprint stagionali, senza però riuscire a vincere nessuna gara e ad ottenere nessuna pole position, giungendo soltanto in due occasioni sul podio (nel Gran Premio di Spagna e nell'ultimo appuntamento ad Abu Dhabi), entrambe sul gradino più basso con il terzo posto, mentre nel 2022 erano stati 8 i podi per lui.
Questo pregiudica anche il suo rendimento nella Classifica Piloti finale, che lo vede scendere fino all'ottavo posto con 175 punti (ben 100 in meno rispetto alla passata stagione), battuto di 59 lunghezze dal suo compagno di squadra Hamilton.

##### 2024

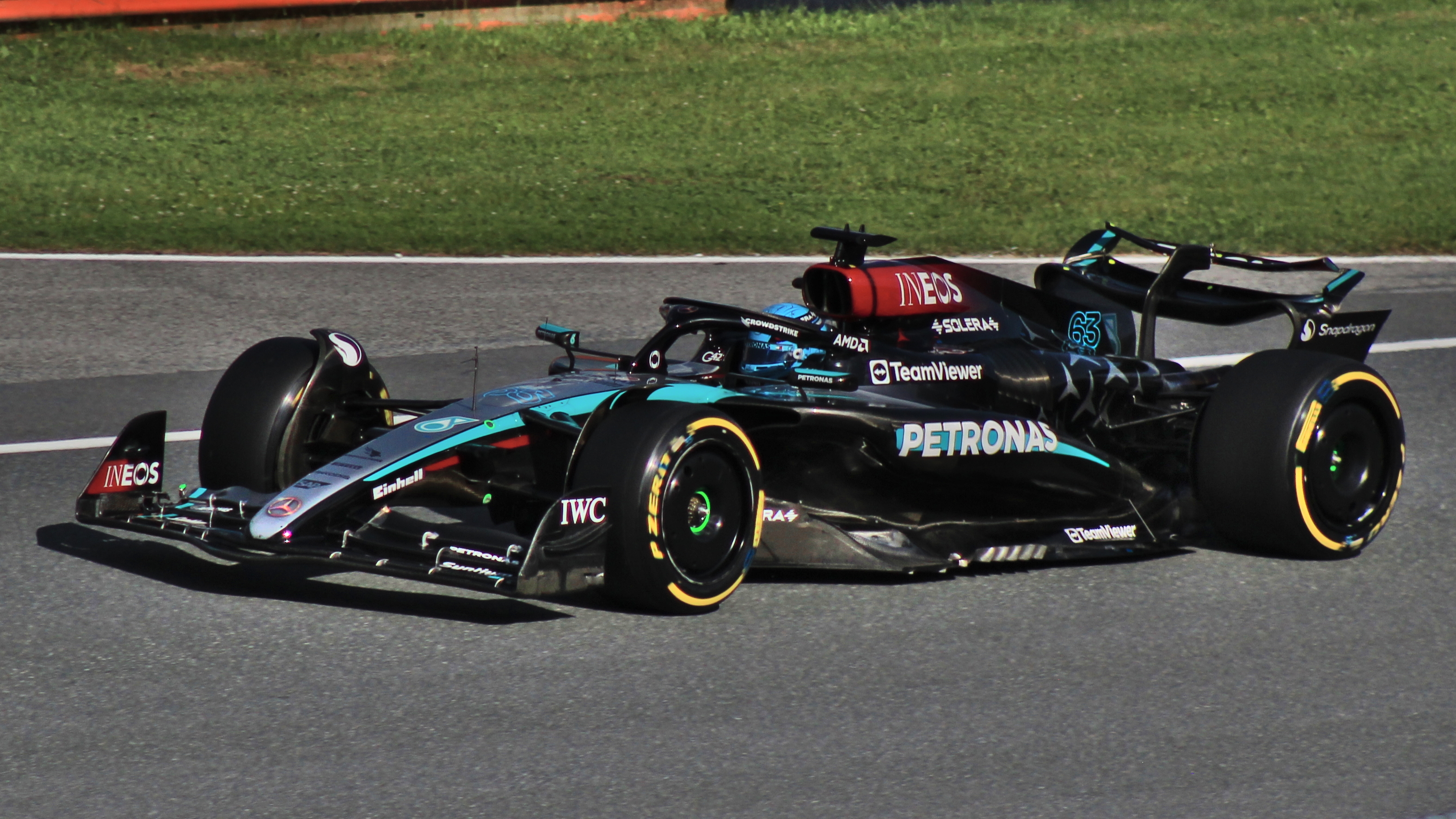
Russel al Gran Premio d'Austria 2024 che lo vedrà ottenere la sua seconda vittoria in Formula 1.

Anche per questa annata il suo sedile rimane saldo assieme al compagno di squadra Lewis Hamilton, alla sua ultima stagione con la scuderia tedesca, ma nella prima parte di stagione entrambi i piloti pagano le prestazioni non molto esaltanti della nuova W15, con il britannico numero 63 che conquista costantemente la zona punti nelle prime otto gare, eccezion fatta per in Australia dove è costretto a ritirarsi all'ultimo giro. Grazie a nuovi aggiornamenti la vettura migliorata ed in Canada ottiene la prima Pole Position stagionale che si tramuta alla domenica nel primo podio della stagione chiudendo in terza posizione. Dopo un quarto posto nel Gran Premio di Spagna, in Austria trova la sua seconda vittoria in carriera in Formula 1, sfruttando anche il contatto tra Verstappen e Norris, tagliando il traguardo davanti a Piastri e Sainz Jr.. Nel successivo appuntamento in Gran Bretagna, coglie la seconda Pole stagionale davanti ai suoi connazionali ma alla domenica è costretto a ritirarsi a causa di una perdita d'acqua. In Belgio, grazie ad una rischiosa quanto vincente strategia ad una singola sosta, riesce a vincere la gara davanti al compagno di squadra, ma viene successivamente squalificato a seguito di un controllo della direzione gara che ha rilevato il peso della vettura inferiore rispetto ai limiti consentiti.
Dopo due settimi posti, torna sul podio in Azerbaijan chiudendo sul gradino più basso del podio, grazie anche all'incidente tra Sainz Jr. e Pérez. Nei successivi quattro appuntamenti va sempre a punti ed al venerdì del Gran Premio di Las Vegas conquista la sua terza Pole stagionale. Alla domenica domina la gara e va a vincere per la seconda volta stagionale davanti al compagno di scuderia, che completa la doppietta. La settimana successiva chiude in terza posizione la Sprint del Qatar e si prende poi la Pole dopo la penalità di Verstappen, mentre in gara chiude quarto. Chiude la stagione al sesto posto nella classifica piloti con 245 punti ottenuti, 22 più di Hamilton.

## Risultati

### Riassunto della carriera
| Stagione | Campionato                  | Team                   | Gare         | Vittorie     | Pole         | Gpv          | Podi         | Punti        | Pos.         |
| -------- | --------------------------- | ---------------------- | ------------ | ------------ | ------------ | ------------ | ------------ | ------------ | ------------ |
| 2014     | Formula 4 britannica        | Lanan Racing           | 24           | 5            | 3            | 4            | 11           | 483          | 1º           |
| 2014     | Formula Renault 2.0 Alps    | Koiranen Motorsport    | 12           | 0            | 0            | 0            | 1            | 123          | 4º           |
| 2014     | Eurocup Formula Renault 2.0 | Koiranen Motorsport    | 2            | 0            | 0            | 0            | 0            | 0            | N.C.†        |
| 2014     | Eurocup Formula Renault 2.0 | Tech 1 Racing          | 2            | 1            | 1            | 1            | 1            | 0            | N.C.†        |
| 2015     | F3 europea                  | Carlin Motorsport      | 33           | 1            | 0            | 0            | 3            | 203          | 6º           |
| 2015     | Masters di Formula 3        | Carlin Motorsport      | 1            | 0            | 0            | 0            | 1            | N.A.         | 2º           |
| 2016     | F3 europea                  | Hitech Racing          | 30           | 2            | 3            | 3            | 10           | 264          | 3º           |
| 2016     | Gran Premio di Macao        | Hitech Racing          | 1            | 0            | 1            | 0            | 0            | N.A.         | 7º           |
| 2017     | GP3 Series                  | ART Grand Prix         | 14           | 4            | 4            | 5            | 7            | 220          | 1º           |
| 2017     | Formula 1                   | Mercedes AMG F1        | Collaudatore | Collaudatore | Collaudatore | Collaudatore | Collaudatore | Collaudatore | Collaudatore |
| 2017     | Formula 1                   | Force India            | Collaudatore | Collaudatore | Collaudatore | Collaudatore | Collaudatore | Collaudatore | Collaudatore |
| 2018     | Formula 2                   | ART Grand Prix         | 24           | 7            | 5            | 6            | 11           | 287          | 1º           |
| 2018     | Formula 1                   | Mercedes AMG F1        | Collaudatore | Collaudatore | Collaudatore | Collaudatore | Collaudatore | Collaudatore | Collaudatore |
| 2019     | Formula 1                   | Williams F1            | 21           | 0            | 0            | 0            | 0            | 0            | 20º          |
| 2020     | Formula 1                   | Williams F1 / Mercedes | 17           | 0            | 0            | 1            | 0            | 3            | 18º          |
| 2021     | Formula 1                   | Williams F1            | 22           | 0            | 0            | 0            | 1            | 16           | 15º          |
| 2022     | Formula 1                   | Mercedes               | 22           | 1            | 1            | 4            | 8            | 275          | 4º           |
| 2023     | Formula 1                   | Mercedes               | 22           | 0            | 0            | 1            | 2            | 175          | 8º           |
| 2024     | Formula 1                   | Mercedes               | 24           | 2            | 4            | 2            | 4            | 245          | 6º           |
| 2025     | Formula 1                   | Mercedes               | 14           | 1            | 1            | 2            | 6            | 172*         |              |

† Partecipando come pilota ospite, non ha potuto conquistare punti

### Risultati nella F3 europea
(legenda) (Le gare in grassetto indicano la pole position) (Le gare in corsivo indicano Gpv)
| Stagione | Squadra  | Motore     | 1   | 2   | 3   | 4   | 5   | 6   | 7   | 8   | 9   | 10  | 11  | 12  | 13  | 14  | 15  | 16  | 17  | 18  | 19  | 20  | 21  | 22  | 23  | 24  | 25  | 26  | 27  | 28  | 29  | 30  | 31  | 32  | 33  | Punti | Pos. |
| -------- | -------- | ---------- | --- | --- | --- | --- | --- | --- | --- | --- | --- | --- | --- | --- | --- | --- | --- | --- | --- | --- | --- | --- | --- | --- | --- | --- | --- | --- | --- | --- | --- | --- | --- | --- | --- | ----- | ---- |
| 2015     | Carlin   | Volkswagen | SIL | SIL | SIL | HOC | HOC | HOC | PAU | PAU | PAU | MNZ | MNZ | MNZ | SPA | SPA | SPA | NOR | NOR | NOR | ZAN | ZAN | ZAN | RBR | RBR | RBR | ALG | ALG | ALG | NÜR | NÜR | NÜR | HOC | HOC | HOC | 203   | 6º   |
| 2015     | Carlin   | Volkswagen | 8   | 1   | 5   | 11  | 9   | 18  | 8   | 6   | 8   | 8   | 6   | 7   | 6   | 13  | 3   | 10  | 5   | 2   | 6   | 5   | 6   | 5   | 7   | 9   | 10  | 5   | 4   | 13  | 8   | 10  | 7   | 8   | Rit | 203   | 6º   |
| 2016     | HitechGP | Mercedes   | LEC | LEC | LEC | HUN | HUN | HUN | PAU | PAU | PAU | RBR | RBR | RBR | NOR | NOR | NOR | ZAN | ZAN | ZAN | SPA | SPA | SPA | NÜR | NÜR | NÜR | IMO | IMO | IMO | HOC | HOC | HOC |     |     |     | 264   | 3º   |
| 2016     | HitechGP | Mercedes   | 3   | 11  | 18  | Rit | 4   | Rit | 4   | 1   | 3   | 5   | 2   | Rit | 3   | 9   | Rit | 7   | 9   | 5   | 5   | 1   | 3   | 3   | Rit | 7   | 4   | 3   | 2   | 7   | 6   | Rit |     |     |     | 264   | 3º   |

### Risultati in GP3
(legenda) (Le gare in grassetto indicano la pole position) (Le gare in corsivo indicano Gpv)
| Stagione | Team           | 1   | 2   | 3   | 4   | 5   | 6   | 7   | 8   | 9   | 10  | 11  | 12  | 13  | 14  | 15  | 16  | Punti | Pos. |
| -------- | -------------- | --- | --- | --- | --- | --- | --- | --- | --- | --- | --- | --- | --- | --- | --- | --- | --- | ----- | ---- |
| 2017     | ART Grand Prix | CAT | CAT | RBR | RBR | SIL | SIL | HUN | HUN | SPA | SPA | MNZ | MNZ | JER | JER | YMC | YMC | 220   | 1º   |
| 2017     | ART Grand Prix | 4   | 5   | 1   | 6   | 1   | 4   | NP  | 11  | 1   | 2   | 1   | C   | 2   | 4   | 2   | 4   | 220   | 1º   |

### Risultati in Formula 2
(legenda) (Le gare in grassetto indicano la pole position) (Le gare in corsivo indicano Gpv)
| Stagione | Squadra        | 1   | 2   | 3   | 4   | 5   | 6   | 7   | 8   | 9   | 10  | 11  | 12  | 13  | 14  | 15  | 16  | 17  | 18  | 19  | 20  | 21  | 22  | 23  | 24  | Punti | Pos. |
| -------- | -------------- | --- | --- | --- | --- | --- | --- | --- | --- | --- | --- | --- | --- | --- | --- | --- | --- | --- | --- | --- | --- | --- | --- | --- | --- | ----- | ---- |
| 2018     | ART Grand Prix | BHR | BHR | BAK | BAK | CAT | CAT | MON | MON | LEC | LEC | RBR | RBR | SIL | SIL | HUN | HUN | SPA | SPA | MNZ | MNZ | SOC | SOC | YMC | YMC | 287   | 1º   |
| 2018     | ART Grand Prix | 5   | 19  | 12  | 1   | 1   | 4   | Rit | Rit | 1   | 17  | 1   | 2   | 2   | 2   | Rit | 8   | 3   | 7   | 4   | 1   | 4   | 1   | 1   | 4   | 287   | 1º   |

### Risultati in Formula 1
| 2019 | Scuderia | Vettura |    |    |    |    |    |    |    |    |    |    |    |    |    |    |     |     |    |    |    |    |    |  |  |  | Punti | Pos. |
| ---- | -------- | ------- | -- | -- | -- | -- | -- | -- | -- | -- | -- | -- | -- | -- | -- | -- | --- | --- | -- | -- | -- | -- | -- |  |  |  | ----- | ---- |
| 2019 | Williams | FW42    | 16 | 15 | 16 | 15 | 17 | 15 | 16 | 19 | 18 | 14 | 11 | 16 | 15 | 14 | Rit | Rit | 16 | 16 | 17 | 12 | 17 |  |  |  | 0     | 20º  |

| 2020 | Scuderia          | Vettura     |     |    |    |    |    |    |     |    |    |    |     |    |     |    |    |   |    |  |  |  |  |  |  |  | Punti | Pos. |
| ---- | ----------------- | ----------- | --- | -- | -- | -- | -- | -- | --- | -- | -- | -- | --- | -- | --- | -- | -- | - | -- |  |  |  |  |  |  |  | ----- | ---- |
| 2020 | Williams Mercedes | FW43 F1 W11 | Rit | 16 | 18 | 12 | 18 | 17 | Rit | 14 | 11 | 18 | Rit | 14 | Rit | 16 | 12 | 9 | 15 |  |  |  |  |  |  |  | 3     | 18º  |

| 2021 | Scuderia | Vettura |    |     |    |    |    |     |    |     |    |    |   |    |     |   |    |    |    |    |    |    |     |     |  |  | Punti | Pos. |
| ---- | -------- | ------- | -- | --- | -- | -- | -- | --- | -- | --- | -- | -- | - | -- | --- | - | -- | -- | -- | -- | -- | -- | --- | --- |  |  | ----- | ---- |
| 2021 | Williams | FW43B   | 14 | Rit | 16 | 14 | 14 | 17* | 12 | Rit | 11 | 12 | 8 | 2‡ | 17* | 9 | 10 | 15 | 14 | 16 | 13 | 17 | Rit | Rit |  |  | 16    | 15º  |

| 2022 | Scuderia | Vettura |   |   |   |   |   |   |   |   |   |     |   |   |   |   |   |   |    |   |   |   |   |   |  |  | Punti | Pos. |
| ---- | -------- | ------- | - | - | - | - | - | - | - | - | - | --- | - | - | - | - | - | - | -- | - | - | - | - | - |  |  | ----- | ---- |
| 2022 | Mercedes | F1 W13  | 4 | 5 | 3 | 4 | 5 | 3 | 5 | 3 | 4 | Rit | 4 | 3 | 3 | 4 | 2 | 3 | 14 | 8 | 5 | 4 | 1 | 5 |  |  | 275   | 4º   |

| 2023 | Scuderia | Vettura |   |   |     |    |   |   |   |     |    |   |   |    |    |   |     |   |   |    |   |      |   |   |  |  | Punti | Pos. |
| ---- | -------- | ------- | - | - | --- | -- | - | - | - | --- | -- | - | - | -- | -- | - | --- | - | - | -- | - | ---- | - | - |  |  | ----- | ---- |
| 2023 | Mercedes | F1 W14  | 7 | 4 | Rit | 84 | 4 | 5 | 3 | Rit | 78 | 5 | 6 | 68 | 17 | 5 | 16* | 7 | 4 | 58 | 6 | Rit4 | 8 | 3 |  |  | 175   | 8º   |

| 2024 | Scuderia | Vettura |   |   |     |   |    |   |   |   |   |   |    |     |   |    |   |   |   |   |    |   |    |   |    |   | Punti | Pos. |
| ---- | -------- | ------- | - | - | --- | - | -- | - | - | - | - | - | -- | --- | - | -- | - | - | - | - | -- | - | -- | - | -- | - | ----- | ---- |
| 2024 | Mercedes | F1 W15  | 5 | 6 | 17* | 7 | 68 | 8 | 7 | 5 | 3 | 4 | 14 | Rit | 8 | SQ | 7 | 7 | 3 | 4 | 65 | 5 | 46 | 1 | 43 | 5 | 245   | 6º   |

| 2025 | Scuderia | Vettura |   |    |   |   |   |    |   |    |   |   |   |    |   |   |  |  |  |  |  |  |  |  |  |  | Punti | Pos. |
| ---- | -------- | ------- | - | -- | - | - | - | -- | - | -- | - | - | - | -- | - | - |  |  |  |  |  |  |  |  |  |  | ----- | ---- |
| 2025 | Mercedes | F1 W16  | 3 | 34 | 5 | 2 | 5 | 34 | 7 | 11 | 4 | 1 | 5 | 10 | 5 | 3 |  |  |  |  |  |  |  |  |  |  | 172   |      |

| Legenda | 1º posto     | 2º posto | 3º posto    | A punti         | Senza punti/Non class.  | Grassetto – Pole position Corsivo – Giro più veloce Apice – Risultato Sprint (A punti) |
| Legenda | Squalificato | Ritirato | Non partito | Non qualificato | Solo prove/Terzo pilota | Grassetto – Pole position Corsivo – Giro più veloce Apice – Risultato Sprint (A punti) |

* Non ha terminato, ma è stato classificato in quanto aveva completato più del 90% della distanza di gara.
‡ Metà punti assegnati come meno del 75% della distanza di gara è stata completata.